# Hetaerina aurora
Hetaerina aurora är en trollsländeart som beskrevs av Friedrich Ris 1918. Hetaerina aurora ingår i släktet Hetaerina och familjen jungfrusländor. Inga underarter finns listade i Catalogue of Life.